# Bruno Fuchs
Bruno de Lara Fuchs (ur. 1 kwietnia 1999 w Ponta Grossa) – brazylijski piłkarz występujący na pozycji środkowego obrońcy, od 2023 roku zawodnik Atlético Mineiro.